# Mesabolivar fluminensis
Mesabolivar fluminensis är en spindelart som först beskrevs av Cândido Firmino de Mello-Leitão 1918.  
Mesabolivar fluminensis ingår i släktet Mesabolivar och familjen dallerspindlar. Inga underarter finns listade i Catalogue of Life.